# 孔策
孔策（？—？），唐朝时兖州曲阜县人。孔子三十九代孫，孔璲之玄孙，孔萱曾孙，孔齊卿之孙，孔惟晊之子。
孔策明经及第，担任曲阜县尉。唐武宗会昌元年（841年），任少府监主簿、国子监丞，尚书博士。会昌二年（842年）孔策在曲阜为袭封文宣公，为第五代文宣公。唐宣宗大中元年（847年），经过白敏中奏请，朝廷每年给户绢一百匹，供春秋季祭祀孔子应用。他五十七岁去世，埋葬在孔林内孔子墓西南侧。有三子：孔振、孔拯、孔郁。

## 参看
- 孔子
- 孔子世家大宗世系
- 孔子世系
- 孔子世家大宗世系图
- 孔子世家总世系图 (中兴祖前)